# Hydrothassa marginella
Hydrothassa marginella är en skalbaggsart som först beskrevs av Carl von Linné 1758.  Hydrothassa marginella ingår i släktet Hydrothassa, och familjen bladbaggar. Arten är reproducerande i Sverige.

## Bildgalleri

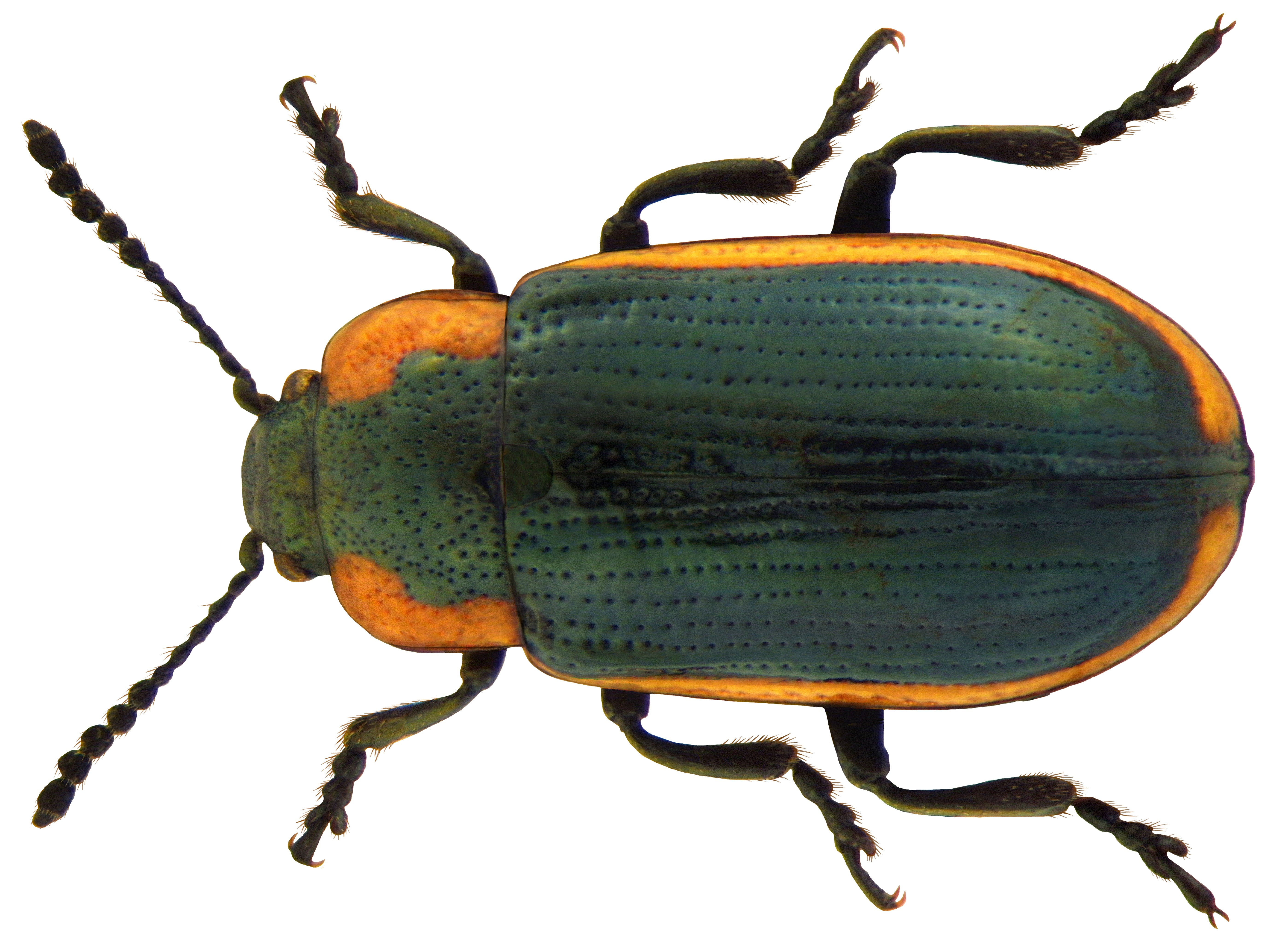
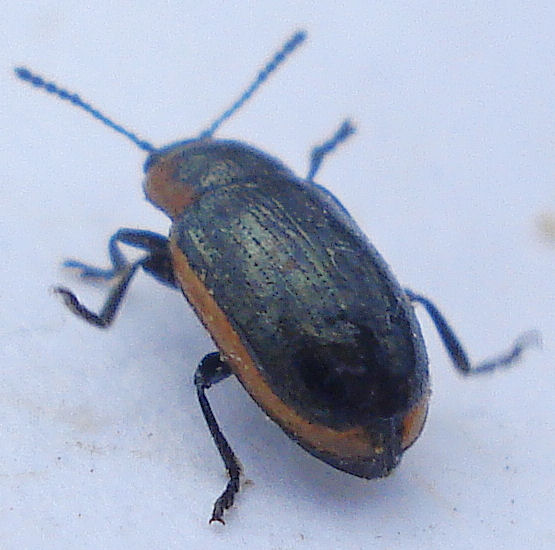
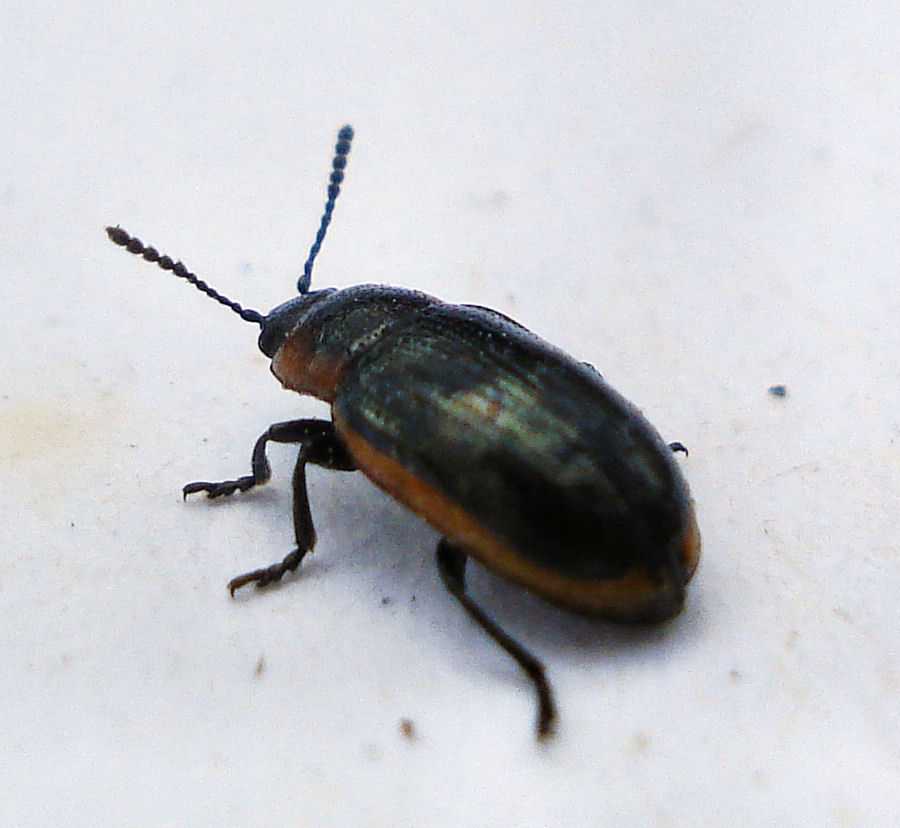
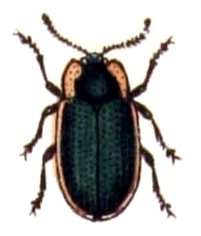
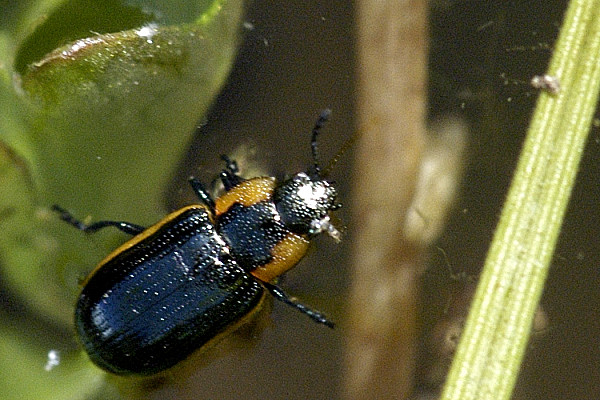
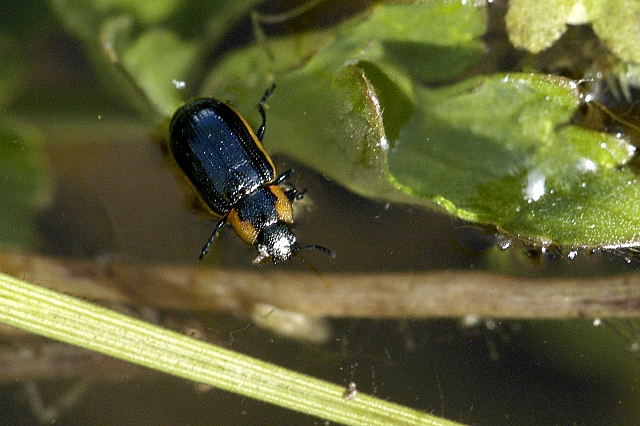